# 하우스텐보스궁

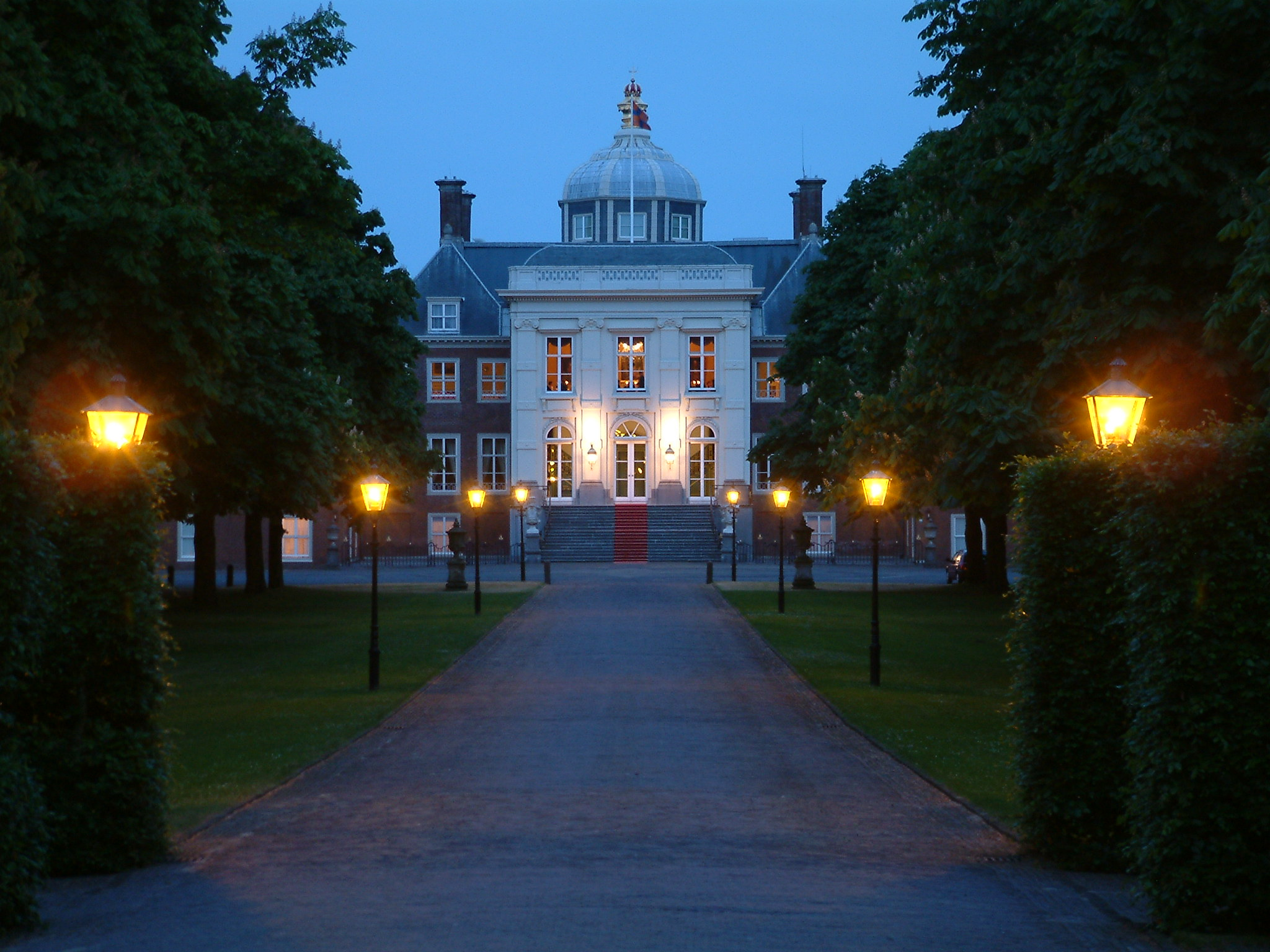

하우스텐보스 궁전(Paleis Huis ten Bosch)은 네덜란드, 헤이그에 있는 왕족의 공식 관저 중 하나다. 1981년 이후로 베아트릭스 여왕의 관저로 쓰이고 있다. 다른 궁전이 헤이그에도 한 채 있으며 이 건물은 공식업무 전용이다.
하우스텐보스의 건설은 1645년 9월 2일부터 시작하였으며 피에터 포스트와 제이콥 반 캄펜이라는 사람이 디자인하였다. 비용은 사실 보헤미아의 엘리자베스 여왕이 지불하였으나 여왕 부부는 후에 추방당하였고 완성이 되었을 때는 스테드홀더 프레드릭 헨드릭(Stadholder Frederik Hendrik of Orange)과 그 아내인 아맬리아 본 솜스(Amalia von Solms)의 차지가 되었다.
1647년 남편이 죽자 아말리아는 궁전을 남편에게 헌정한다는 생각으로 대대적인 보수 공사에 착수한다. 제이콥 반 캄펜을 주축으로 당대의 주요 네덜란드 화가가 모든 작업에 동원되었다. 대표적인 공간인 오렌지 룸의 경우가 그러했으며 정찬 식당은 다니엘 마로트가 그림을 그렸다고 전해진다.
18세기에 들자 초반 50년 동안에는 프로이센 왕가로 소유권이 바뀌었다. 물론 원 주인이었던 스테드홀더의 후손들도 별 무리없이 머무는 것을 허용받았지만 1795년 프랑스가 침략하자 상황이 뒤바뀐다. 프로이센 왕가는 네덜란드 사람들에게 궁전의 소유권을 넘기게 되었다. 나폴레옹의 동생이었던 루이스 나폴레옹은 네덜란드의 왕으로서 대략 1805~1807년까지 이곳에 머물렀다.
윌리엄 1세가 네덜란드의 왕이 되면서 그는 하우스텐보스를 공식 관저 급으로 만들기 시작하였다. 이후로 왕가가 찾는 주요 장소로 격상되었으며 1차 세계대전동안에는 빌헬미나 왕비가 줄곧 머물렀다.
여왕과 가족 모두는 영국으로 피난을 가게 되었고 이후 캐나다로까지 망명하였다. 독일군이 네덜란드를 2차 대전 동안 침입하였기 때문으로 나치군은 수많은 궁전의 부분을 파괴하였다. 다행히 감시관의 명령으로 이를 멈추게는 되었지만 이미 여러 유적이 손상되어 있었다.
1950~1956년에 궁전이 복원되었으며 잠시 동안 공식 관저로 쓰였고 1981년에 한 번 더 그 지위를 되찾는다. 궁전은 건축 이후로 지속적인 보수를 해왔으며 현재에는 중앙 건물 옆에 두 개의 부속 건물을 지니며 양끝으로 110m 정도이다.

## 기타
일본 나가사키현 사세보시에 있는 하우스텐보스라는 관광지는 이 건물과 네덜란드의 다른 궁전 양식을 본뜬 것으로서 네덜란드 왕가 건축 양식을 일본에서 만든 건물이다.